# Космический рейс
«Космический рейс» — немой советский научно-фантастический фильм о покорении космоса, созданный киностудией «Мосфильм» в 1935 году. 
По воспоминаниям режиссёра Василия Журавлёва, ещё в 1924 году во время учёбы в Государственном техникуме кинематографии он написал киносценарий о межпланетном перелёте, который, по его словам, был ещё «очень наивный и технически невыполнимый»
Сценарий был написан при участии и научном консультировании Константина Циолковского — основоположника теоретической космонавтики, которому фильм был посвящён. 
При съёмках фильма были решены многие технические проблемы, к его созданию были привлечены ряд инженерных и художественных специалистов. 
Первый показ фильма состоялся в Кремле в октябре 1935 года, а общая премьера состоялась 21 января 1936 года. Фильм получил и международное признание, он был закуплен несколькими десятками стран мира. 
Киновед Александр Фёдоров написал: «…значимость „Космического рейса“ для развития советской кинофантастики трудно переоценить. После гораздо более упрощённой по подаче материала „Аэлиты“ Я. Протазанова это был существенный технологический рывок вперед».
Фильм признаётся одним из самых выдающихся научно-фантастических фильмов эпохи немого кино.   

## Сюжет
Москва. Лето 1946 года. В московском Институте межпланетных сообщений имени К. Э. Циолковского проводятся первые опыты по подготовке полёта на Луну. Первые опыты не приносят успеха. Запущенный в космос кролик гибнет в полёте. Вторая ракета с кошкой на борту бесследно исчезает. Тем временем на Луну на гигантском космическом ракетоплане «Иосиф Сталин» отправляется его создатель академик Павел Иванович Седых вместе со своими спутниками: Мариной — ассистентом профессора Карина и пробравшимся на корабль в последний момент перед стартом юным изобретателем Андрюшей Орловым. Путешественники прилуняются на обратной стороне Луны, откуда перебираются на видимую с Земли сторону и подают сигнал в виде слова СССР, который успешно принимают с помощью телескопов земляне. У них возникает проблема с кислородом для дыхания, но они находят замороженные остатки лунной атмосферы, с помощью которых решают эту задачу. По-воробьиному попрыгав по Луне, благополучно возвращаются на Землю. Вместе с ними возвращается кошка — найденная и спасённая пассажирка пропавшей второй ракеты. В столице СССР торжественно встречают первых космонавтов.

## В ролях
- Сергей Комаров — академик Седых
- Василий Ковригин — профессор Карин
- Николай Феоктистов — аспирант института Виктор Орлов
- Василий Гапоненко — Андрюша Орлов
- Ксения Москаленко — Марина, ассистент профессора Карина
- Сергей Столяров — начальник старта (нет в титрах)

## Съёмочная группа
- Режиссёр — Василий Журавлёв
- Сценарий — Александр Филимонов при участии и научном консультировании К. Э. Циолковского.
- Музыкальное оформление — В. Кручинина
- Операторы — Александр Гальперин, И. Шкаренков
- Звукооператор — А. Западенский
- Художники — Алексей Уткин, Юрий Швец, Михаил Тиунов
- Директор — Борис Шумяцкий

## Производство

### Предыстория
По воспоминаниям режиссёра Василия Журавлёва, ещё в 1924 году во время учёбы в Государственном техникуме кинематографии он написал киносценарий о межпланетном перелёте, который, по его словам, был ещё «очень наивный и технически невыполнимый». Он был опубликован под названием «Завоевание Луны мистером Фоксом и мистером Троттом» и затем лёг в основу одного из первых советских мультфильмов — «Межпланетная революция» режиссёров Николая Ходатаева, Зенона Комиссаренко и Юрия Меркулова, также студентов ГТК. Мультфильм создавался как анимационная вставка для научно-фантастической ленты Якова Протазанова «Аэлита», но в итоге не вошёл в неё и был выпущен отдельно в виде пародии. По словам Журавлёва, в то время этот сценарий в полноценном виде так и не был реализован, но идея о создании научно-фантастического фильма интересовала его многие годы. В 1932 году Центральный комитет ВЛКСМ выдвинул задачу по созданию для детского зрителя как можно большего количества фильмов по различной тематике, в которые также должны были входить и научно-фантастические постановки.

### Работа над сценарием
В 1983 году в рамках цикла «Сегодня мы смотрим старые фильмы» в передаче «Очевидное — невероятное», полностью посвящённой фильму, Журавлёв сказал, что в его памяти отложился известный роман Жюля Верна «Из пушки на Луну», что и повлияло на появление у него идеи создания фильма о космосе. В связи с этими событиями Журавлёв совместно со своим другом и сценаристом Александром Филимоновым подготовили сюжет фильма о первом полёте на Луну. Этот сценарий получил положительную оценку кинематографического руководства, но авторам было предложено акцентировать большее внимание на научно-познавательных аспектах сюжета и привлечь в качестве консультантов «видных деятелей космонавтики».
По словам Журавлёва, ему пришла идея пригласить для участия в фильме Константина Циолковского — основоположника теоретической космонавтики, который жил длительное время в Калуге. Приглашение именно такого известного учёного было вызвано впечатлением, которое произвело на режиссёра недавний просмотр кинохроники о Калуге. Однако по мнению сына режиссёра — публициста Николая Журавлёва, такой выбор был обусловлен разговором его отца с Сергеем Эйзенштейном, который был руководителем Второго художественно-производственного объединения, где и работал будущий режиссёр фильма «Космический рейс». На вопрос Эйзенштейна, что бы хотел поставить молодой режиссёр, тот ответил: «Фильм о полёте человека на Луну». По версии Николая Журавлёва, Эйзенштейн одобрил и поддержал этот проект, благодаря чему фильм был успешно запущен в производство и преодолел многочисленные трудности. Именно при общении Журавлёва со своим именитым коллегой возникла идея привлечь к созданию фильма Циолковского.
В 1933 году, не зная адреса учёного, Журавлёв просто указал в телеграмме: «Калуга, К. Э. Циолковскому». Через неделю Журавлёв получил бандеролью книгу Циолковского «Вне земли», а ещё через неделю письмо с согласием участвовать в проекте. Он приглашал создателей фильма приехать к нему на встречу в Калугу, а также просил взять с собой тряпичную куклу, на которой хотел показать движения в невесомости. После этого согласия и приглашения Циолковского осенью 1933 года Журавлёв со своими коллегами поехал в Калугу. В состав кинематографистов, отправившихся на встречу с учёным, входили режиссёр Журавлёв, сценарист Филимонов, художник студии Юрий Швец, оператор Александр Гальперин, директор студии «Московской кино-фабрики» Лев Инденбом и его ассистент Вера Кузнецова. Их группу очень беспокоил вопрос того, как учёный отнесётся к тому, что они намеревались прежде всего снять фильм для детей, и опасались, что Циолковский может потребовать создания строго научного фильма. Однако все их сомнения насчёт участия учёного в постановке фильма развеялись после того, как он встретил их словами: «Это вы на Луну собрались?», и они стали непринуждённо обсуждать подготовку и особенности будущей картины. Во время их первой встречи были рассмотрены самые разнообразные варианты развития сюжета, а Циолковский особое внимание уделял тому, чтобы фильм получился интересным и занимательным, способным увлечь юного зрителя, которому он был в первую очередь адресован. Он установил рамки того, что возможно было представить на экране и что не могло быть технически выполнимо: «В фильме обязательно должен быть мир без тяжести, передвижение людей на Луне прыжками и чёрное небо космоса с ярко горящими немигающими звёздами». От этой встречи осталась групповая фотография.
По мнению Журавлёва, учёному понравилось их предложение, так как ранее он работал учителем, при этом «прекрасно знал интересы и психологию детворы и радостно подхватил идею фильма». Кроме того, в своей статье «Только ли фантазия?», которую он написал в 1934—1935 годах уже во время работы над фильмом, он отмечал, что ничто его так не интересует, «как задача одоления земной тяжести и космические полёты…» На протяжении жизни и даже в преклонном возрасте (78 лет) Циолковский постоянно думал о покорении человеком космоса, что не является плодом фантазии, а, наоборот, представляет собой «точные знания, основанные на законах природы»:
Но фантазия тоже меня привлекала. Много раз я брался за сочинение на тему «Космические путешествия», но кончал тем, что увлекался точными сочинениями и переходил на серьёзную работу. Фантастические рассказы на темы межпланетных рейсов несут новую мысль в массы. Кто этим занимается, тот делает хорошее дело; вызывает интерес, побуждает к деятельности мозг, рождает сочувствующих и будущих работников великих намерений.
По мнению Циолковского, кинематограф способен широко популяризовать идеи полёта в космос, так как у кино сильнее влияние на массы, чем у литературы, а фильмы более «нагляднее и ближе к природе, чем описание»: «Это высшая форма художественности. В особенности, когда кино овладело звуком. Мне кажется, что со стороны Мосфильма и тов. Журавлёва <...> большим геройством то, что они взялись осуществить фильм „Космический рейс“. И нельзя не высказывать большого удовлетворения этой работой».
После первой встречи кинематографистов с учёным прошло несколько месяцев. Журавлёв и Филимонов работали над созданием литературного сценария, Гальперин над операторским, а художник Швец разработал и готовил эскизы декораций фильма. Согласно извещению от 14 марта 1934 года, подписанного директором студии Львом Инденбомом о перечислении Циолковскому 1 000 рублей за очередную консультацию, сценарий фильма запущен в производство и одобрительно встречен на студии. Режиссёр занимается подбором актёров и работает над сценарием. Эта деятельность координировалась с Циолковским, который в переписке со студией информировал авторов фильма о своей работе над чертежами и рисунками: «Работаю много… сделал несколько альбомов черновых зарисовок… К встрече с вами почти готов». По свидетельству режиссёра, по письмам учёного было понятно, какой огромный объём работы он осуществлял и при этом был невероятно скромен в общении. Циолковский поставил шесть условий, которые обязательно должны войти в фильм: показать взлётную эстакаду, масляные ванны, невесомость и «воробьиные» прыжки на Луне, чёрное небо и немигающие звёзды. После оживлённой переписки возникла необходимость ещё одной встречи, на которой Циолковский внёс ряд замечаний, согласовал эскизы декораций, дал несколько советов и напоследок сказал авторам фильма: «Ну, а теперь вы можете отправляться в кинокосмический рейс!»

### Съёмочный процесс
Крупномасштабные размеры задуманных инженерно-технических сооружений не давали возможности выполнить их в натуральную величину, в связи с чем необходимо было применить методы комбинированной съёмки, для чего необходимо было создать макеты. Художники фильма нарисовали эскизы декораций, которые после согласования с инженерами были воспроизведены в детализированных чертежах. Был просчитан коэффициент соотношения размеров инженерных сооружений и декораций, что было предопределено исходя из минимального размера кукол, которые должны были заменить актёров в сценах, требующих съёмок с использованием комбинированных спецэффектов. Было представлено, что реальный размер одного из двух ракетопланов, фигурирующих в фильме, должен составлять 100 метров, в таком случае длина ангара должна равняться не менее 400-450 метрам, а ширина — составлять около 250 метров. Режиссёр-художник Фёдор Красный, ответственный за проведение комбинированных съёмок, высчитал, что минимальный размер куклы равняется 7 сантиметрам, что в 25 раз меньше роста человека. Исходя из этого ангар и ракетоплан можно также уменьшить в 25 раз, а размеры ангара должны составлять 180 м². Кроме макета ангара были изготовлены сотни куколок, которые при комбинированных съёмках должны изображать обслуживающий персонал сооружений. В павильоне рядом с «ангаром» был произведён монтаж фона, изображающего космическое пространство со звёздами, Луной. «Космос» представлял собой полотнище площадью 400 м², изготовленное из чёрного бархата (эта ткань не отражает свет) и закреплённое на деревянной раме. В ткань были установлены 2500 осветительных лампочек различной мощности, призванных создать иллюзию свечения звёзд. Научным руководителем, ответственным за создание «космоса», был основатель и первый директор Московского планетария К. Н. Шистовский. Поверхность Луны имитировали при помощи деревянных конструкций, обтянутых мешковиной, которым придали мертвенно-бледные цвета. Для проведения комбинированных съёмок на фоне института межпланетных сообщений был создан макет площадью 200 м². Футуристическая архитектура Москвы 1946 года создавалась при участии художника В. Ф. Рындина. По словам режиссёра, при решении технических задач, вставших перед создателями фильма, были привлечены профессионалы из различных сфер деятельности: 
Десятки людей самых различных профессий, инженеры и архитекторы, астрономы и лётчики, медики и физики начинают группироваться по нашему приглашению вокруг съёмочного коллектива. Архитекторы помогают нашим художникам — Швецу, Уткину и Тиунову — найти наиболее интересные решения здания института, ангара и других. Инженеры помогают художникам и строителям в создании ангара ракетопланов. Работы хватает всем!
Специально для съёмок картины Циолковский сделал 30 чертежей ракетоплана. Позже эти рисунки были объединены в «Альбом космических путешествий», изданный в 1947 году. Для съёмки сцен в невесомости впервые были использованы специальные технические средства, разработанные оператором-постановщиком Александром Гальпериным совместно с будущим крупнейшим конструктором авиадвигателей Александром Микулиным. В декорации кабины космического корабля был построен специальный операторский кран. На специальной площадке крана, которая могла свободно двигаться в горизонтальном и вертикальном направлениях, размещались актёр и киносъёмочный аппарат с кинооператором. За счёт свободы движения и наклонов площадки удавалось отснять средние и крупные планы актёров на движущемся фоне. Для съёмки имитации невесомости с вращением персонажа была построена другая установка, в которой подвижный фон вращался относительно неподвижно подвешенного актёра синхронно с камерой, также установленной на поворотной платформе. Трос с резиновым амортизатором, использовавшийся для подвески актёров, окрашивался в цвет фона для маскировки. После того как съёмочной группе удалось удачно решить трюковые сцены с невесомостью, в Калугу была отправлена Циолковскому телеграмма: «Мир без тяжести освоен тчк Академик Седых зпт Марина зпт Андрюша зпт другие члены коллектива зпт шлют вам дорогой Константин Эдуардович сердечный привет из кино-космоса находясь в полете Москва тире Луна восклицательный знак». На завершение фильма ушло два года. Несмотря на то, что с учётом развития кинодела в СССР многие решения были признаны удачными, режиссёр с сожалением вспоминал, что некоторые задумки всё же не удалось реализовать (например, перемещение вещей и шарообразная вода в условиях невесомости), а некоторые сцены получились откровенно наивными. По экономическим соображениям и исходя из технических возможностей, пришлось отказаться от сцен с выходом в открытый космос.

## Приём и критика
Первый показ фильма состоялся в Кремле в октябре 1935 года, а общая премьера  состоялась 21 января 1936 года. Фильм получил и международное признание, он был закуплен несколькими десятками стран мира. «Космический рейс» считается первым советским научно-фантастическим фильмом о покорении космоса, а в «Истории советского кино» он характеризуется как первый научно-фантастический фильм. Благодаря участию Циолковского научная сторона фильма расценивается как почти безупречная. Кроме некоторых устаревших деталей (старт с эстакады, противоперегрузочные ванны), всё остальное впечатляет и сегодня. Киновед Кира Парамонова относит фильм к работам, сумевшим расширить в 1930-е годы жанровые рамки детского кинематографа, однако отмечает наличие в нём ряда мест, поставленных на недостаточно высоком профессиональном уровне, прежде всего, по её мнению, это касается плохой актёрской игры. Вместе с тем картина не может не поражать техническими деталями космической техники, которая в 1930-е годы воспринималась зрителем как фантастическая, так как прежде всего фильм был направлен не на раскрытие сюжетных действий персонажей, а на демонстрацию космических сооружений и техники. В этом вопросе создателям удалось «талантливо воспроизвести» научно-технические аспекты полёта на Луну, что она главным образом связывает с работой над сценарием Циолковского. По оценке искусствоведа Зольникова М. Е., несмотря на тяжёлые и противоречивые для страны 1930-годы, в фильме показаны оптимистические картины жизни 1940-х годов, когда полёты на Луну представлены как самое ближайшее будущее: «Одновременно здесь героизируются и оправдываются риски ради достижения цели». 
Полученные кадры с невесомостью оказались настолько достоверными, что спустя несколько десятилетий настоящие космонавты были восхищены изображением свободного полёта. Космонавт Георгий Береговой сказал после просмотра фильма: «На нас потрясающее впечатление произвело „плавание“ экипажа в состоянии невесомости: всё было снято настолько точно, что можно было принять кадры… за документальные, снятые внутри „Салюта“». Советский хозяйственный и политический деятель Олег Бакланов, на которого «Космический рейс» ещё в детстве оказал большое впечатление, позже говорил, что фильм фактически оказался предтечей будущих космических полётов: «Лёгкий, светлый, чудесный фильм о мечте человека преодолеть земное притяжение и выйти в космос».       
Советский фильм признаётся как одна из самых значительных из снятых в период немого кино картин, посвящённых космической тематике, среди которых обычно называют: «Путешествие на Луну» (1902) Жоржа Мельеса, «Путешествие на Марс» (1918) Форреста Хольгер-Мадсена, «Аэлита» (1925) Якова Протазанова, «Женщина на Луне» (1929) Фрица Ланга. Особенно часто фильм Журавлёва сопоставляют с немецкой постановкой Ланга «Женщина на Луне», вышедшей раньше, в 1929 году, и в которой также речь идёт о первом полёте с Земли на Луну. Техническим консультантом фильма Ланга был выдающийся немецкий инженер Герман Оберт, один из инициаторов создания ракетной техники, энтузиаст идеи космических полётов, который вёл переписку с Циолковским. Главные герои этих фильмов — учёные, а главные героини — единственные женщины. В обоих фильмах на космический корабль проникает мальчик, который после этого совершает путешествие на Луну вместе с остальным экипажем. По смене места действия в обеих картинах можно выделить три части: сцены на Земле с приготовлениями к полёту, космический перелёт и эпизод на Луне. Однако для этих фильмов характерны и ряд кардинальных отличий. Клод Меттавант сравнивал картины Ланга и Журавлёва по ряду сюжетно-последовательных этапов и характеристик. Так, цель полёта в немецком фильме — поиски золота на Луне, а само путешествие контролируется преступной группой, в то время как в советском фильме полёт был продиктован научно-исследовательскими целями. Различны и образы героев-учёных, если у Ланга профессор Манфельдт непризнан и влачит нищенское существование, то у Журавлёва профессор Седых знаменит, обласкан властью и вниманием журналистов, владеет хорошей квартирой и т. д. Героиня советского фильма выбирает между мужчиной и космосом, а в немецкой картине она не может разобраться в своих чувствах к двум мужчинам. Действие первого фильма  происходит в современной Лангу Германии конца 1920-х годов, а фильма Журавлёва в СССР 1940-х годов.
Киновед Сергей Каптерев так оценивал фильм: «Хотя сценарий… был построен на приключенческой интриге, в отличие от других удачных фильмов Журавлёва, она отступила на второй план: именно аккумуляция впечатляющих деталей будущей земной жизни (в основном переданной футуристическими архитектурными макетами), межпланетного путешествия и высадки на Луну стала главной особенностью и главным успехом „Космического рейса“».
Киновед Александр Фёдоров написал: «…значимость „Космического рейса“ для развития советской кинофантастики трудно переоценить. После гораздо более упрощённой по подаче материала „Аэлиты“ Я. Протазанова это был существенный технологический рывок вперед».